# Carl Kostka (Mathematiker)
Carl Gottfried Franz Albert Kostka (* 3. Dezember 1846 in Lyck, Ostpreußen; † 28. Dezember 1921 in Insterburg) war ein deutscher Mathematiker.

## Leben
Kostka studierte 1863 bis 1868 in Königsberg und ging dann in den Schuldienst. Ab 1869 war er Hilfslehrer an der Realschule in Elbing und ab 1870 ordentlicher Lehrer, ab 1877 Oberlehrer und ab 1887 Professor am Gymnasium in Insterburg, was er bis 1914 blieb.
Er befasste sich mit Kombinatorik und nach ihm sind dort Kostka-Zahlen benannt, die er 1882 einführte. Sie geben die Anzahl der Young-Tableau mit zwei Reihen an, die vom Semi-Standardtyp sind (das heißt die in das Tableau eingetragenen Zahlen der Partition nehmen nur in den Spalten streng monoton zu, in den Reihen nur monoton, wobei eine Zahl mehrfach vorkommen kann und eine andere fehlen kann).
1918 wurde er Mitglied der Leopoldina. 1920 wurde er Ehrendoktor der Universität Gießen.

## Schriften
- Über den Zusammenhang von einigen Formen von symmetrischen Functionen, Journal für Reine und Angewandte Mathematik, Band 93, 1882, S. 89–123,  Digitalisat